# Andreas Keller (Schlagzeuger)

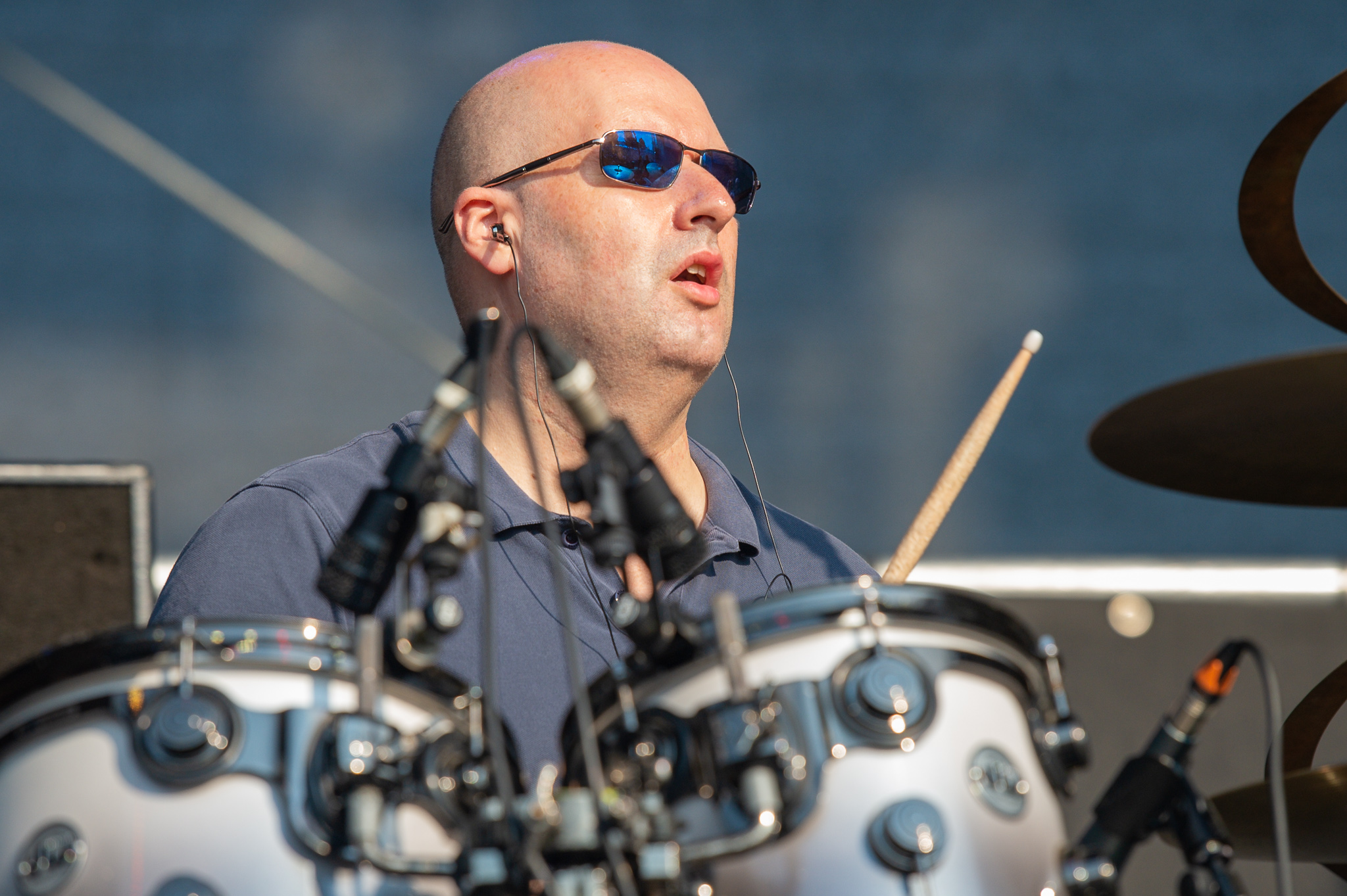
Andreas Keller (2018)

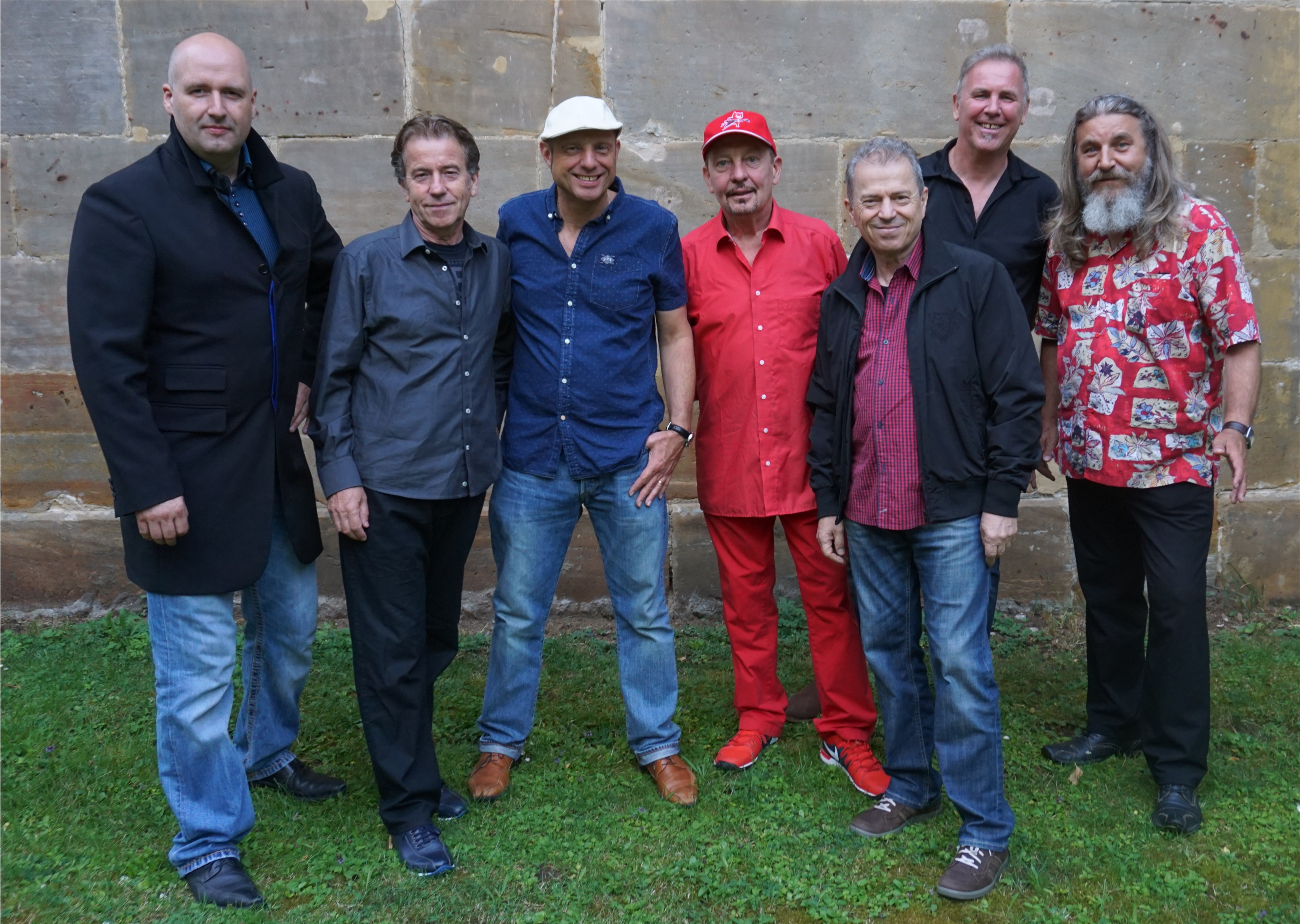
Andreas Keller als Mitglied der Spider Murphy Gang (links)

Andreas Keller (* 31. März 1967 in Pirmasens) ist ein deutscher Musiker mit Schwerpunkt Perkussion und Schlagzeug.

## Leben
Andreas Keller ist der Sohn des Kunstmalers Klaus Heinrich Keller (1938–2018) und wuchs in Rodalben auf. Die Landschaftsarchitektin und Universitätsprofessorin Regine Keller ist seine ältere Schwester. Er hatte schon früh Banderfahrung im Rock-, Pop- und Jazz-Bereich. Zwei Jahre war er Schüler bei seinem Vorbild Charly Antolini in München, bis er 1988 bis 1990 an der renommierten Schlagzeugschule P.I.T. in Los Angeles ausgebildet wurde. Er lebt seit 1991 in München und absolvierte etwa 150 TV-Sendungen mit der „Bond-Brother-Band“ in Thomas Gottschalks Late-Night-Show. Er arbeitet als Profi-Schlagzeuger im Film- und Medienbereich und unterrichtet an verschiedenen Musikschulen wie der Neuen Jazzschool München. Er ist auch als Autor für Fachmagazine sowie als Komponist tätig. 
Als Schlagzeuger spielte er bereits mit Musikern wie Jennifer Rush, Ian Anderson, Bobby Kimball (Toto), La Bouche, Bill Evans und Al Di Meola. Zusammen mit dem 2024 verstorbenen Sigi Schwab und Ramesh Shotham gründete er im Jahr 2000 das „Percussion Project“. Seit 2011 arbeiten Sigi Schwab und Peter Horton mit ihm und dem Bassisten Thomas Müller auch unter dem Bandnamen „Guitarissimo XL“ zusammen. Seit Juli 2016 ist er Schlagzeuger der Münchner Band Spider Murphy Gang.

## Veröffentlichungen
- „Nicht mit uns!“ (Single) mit Ron Williams (2024)
- „Guitarissimo XL“  mit Sigi Schwab u. a. (2014)
- „Morgenroth“ mit Charles Leimer (2009)
- „Moongroove“ mit Jazzmachine (2009)
- „Ich bin anders“ mit LIMA (2009)
- „Erde und Mensch“ mit SIO (2009)
- „Time enough“ mit Ingo Sandhofen (2008)
- „Ludwigshafenkonzert“ mit Sigi Schwab (2008)
- „Anthology Part 1“ mit Christian Schwarzbach (2007)
- „Oriental Journey“ mit Scirocco (2006)
- „Save in Africa“ mit Byron Wieman (2005)
- „Please“ mit Sven Bush (2004)
- „Hülya live“ mit Hülya (2003)
- „Songs an More“ mit Sigi Schwab (2003)
- „If you can dream it“ mit Betty Legler (2003)
- „Wu Xing“ (2002)
- „Tango Argentina feat. Al di Meola“ (2001)
- „Session 2000“ mit Sigi Schwab (2000)